# Конный спорт на летних Олимпийских играх 2024
Соревнования по конному спорту на летних Олимпийских играх 2024 года прошли с 27 июля по 6 августа на территории дворцово-паркового ансамбля Версаль в пригороде Парижа. На Играх традиционно разыгрывалось шесть комплектов наград — в личном и командном первенствах в выездке, конкуре и троеборье. 
Все дисциплины были открытыми, в них могли соревноваться и мужчины, и женщины. Всего в соревнованиях примут участие 200 конников из 49 стран.
Сборная Японии завоевала медаль в конном спорте впервые с 1932 года, даже несмотря за штраф за замену участника в командном троеборье.
Михаэль Юнг третий раз выиграл золото в личном троеборье после 2012 и 2016 годов, он стал первым конником в истории, выигравшим на Олимпийских играх личное троеборье трижды.
55-летняя Изабель Верт выиграла золото в командной выездке на седьмых Олимпийских играх (1992, 1996, 2000, 2008, 2016, 2020, 2024). Это рекорд не только по количеству побед в одной дисциплине на Олимпийских играх, но и в целом по количеству Олимпиад, на которых спортсмен завоёвывал любую медаль в любом виде спорта.
Джессика фон Бредов-Верндль сделала победный дубль в личной и командной выездке на вторых Олимпийских играх подряд. Женщины выигрывают золото в личной выездке на 10 Олимпийских играх подряд. Последний раз мужчина побеждал в выездке на Играх 1984 года.
Одна из фаворитов в выездке британка Шарлотта Дюжарден была вынуждена отказаться от участия Играх перед самым их стартом в связи с обвинениями в жестоком обращении с лошадьми.

## Медали

### Медалисты
| Дисциплина                        | Золото | Серебро | Бронза |
| Личная выездка см. подробнее      | Джессика фон Бредов-Верндль на TSF Dalera BB Германия                                                               | Изабель Верт на Wendy Германия                                                                                      | Шарлотт Фрай на Glamourdale Великобритания |
| Командная выездка см. подробнее   | Германия · Фредерик Вандрес на Bluetooth Old · Изабель Верт на Wendy · Джессика фон Бредов-Верндль на TSF Dalera BB | Дания · Даниэль Бахманн Андерсен на Vayron · Нанна Мерральд Расмуссен на Zepter · Катрин Лаудруп-Дюфур на Freestyle | Великобритания · Бекки Муди на Jagerbomb · Карл Хестер на Fame · Шарлотт Фрай на Glamourdale                                                  |
| Личное троеборье см. подробнее    | Михаэль Юнг на Chipmunk Frh Германия                                                                                | Крис Бёртон на Shadow Man Австралия                                                                                 | Лора Коллетт на London 52 Великобритания |
| Командное троеборье см. подробнее | Великобритания · Розалинд Кантер на Lordships Graffalo · Том Макюэн на JD Dublin · Лора Коллетт на London 52        | Франция · Николя Тузен на Diabolo Menthe · Карим Лагуа на Triton Fontaine · Стефан Ландуа на Chaman Dumontceau      | Япония · Тосиюки Танака на Jefferson · Кадзума Томото на Vinci De La Vigne · Ёсиаки Оива на Mgh Grafton Street · Рюдзо Китадзима на Cekatinka |
| Личный конкур см. подробнее       | Кристиан Кукук на Checker 47 Германия                                                                               | Стив Герда на Dynamix de Belheme Швейцария                                                                          | Майкел ван дер Влётен на Beauville Z Нидерланды                                                                                               |
| Командный конкур см. подробнее    | Великобритания · Бен Маэр на Dallas Vegas Batilly · Гарри Чарльз на Romeo 88 · Скотт Браш на Jefferson              | США · Лора Крот на Baloutinue · Карл Кук на Caracole de la Roque · Маклейн Уорд на Ilex                             | Франция · Симон Делестр на I.Alemusina R 51 · Оливье Перро на Dorai D'Aiguilly · Жюльен Эпайяр на Dubai du Cèdre                              |

### Общий зачёт
(Жирным выделено самое большое количество медалей в своей категории; принимающая страна также выделена)
| Общее количество медалей |                |        |         |        |       |
| Место                    | Страна         | Золото | Серебро | Бронза | Всего |
| 1                        | Германия       | 4      | 1       | 0      | 5     |
| 2                        | Великобритания | 2      | 0       | 3      | 5     |
| 3                        | Франция        | 0      | 1       | 1      | 2     |
| 4                        | Австралия      | 0      | 1       | 0      | 1     |
| 4                        | США            | 0      | 1       | 0      | 1     |
| 4                        | Дания          | 0      | 1       | 0      | 1     |
| 4                        | Швейцария      | 0      | 1       | 0      | 1     |
| 8                        | Япония         | 0      | 0       | 1      | 1     |
| 8                        | Нидерланды     | 0      | 0       | 1      | 1     |
| Всего                    | Всего          | 6      | 6       | 6      | 18    |

## Место проведения
| Версаль      |
| ------------ |
|              |
| Вместимость: |